# Кавемба, Дэвис
Дэвис Кавемба (англ. Davies Kawemba; род. 25 июля 2002, Солвези) — замбийский шоссейный велогонщик.

## Карьера
В составе команды Kansanshi Cycling Team в 2021 и 2022 года выступил на ряде гонок по маунтинбайку таких как Elephant Epic и Sondela Mountain Bike Marathon.
В 2022 принял участие в Играх Содружества, где стартовал в групповой гонке, но не смог финишировать. Стал призёром чемпионата Замбии в групповой гонке. 

## Достижения
2022
2-й Чемпионат Замбии — групповая гонка